# Trupanea distincta
Trupanea distincta
 es una especie de insecto díptero que Tokuichi Shiraki describió científicamente por primera vez en el año 1933.
Esta especie pertenece al género Trupanea de la familia Tephritidae.